# 아비삭

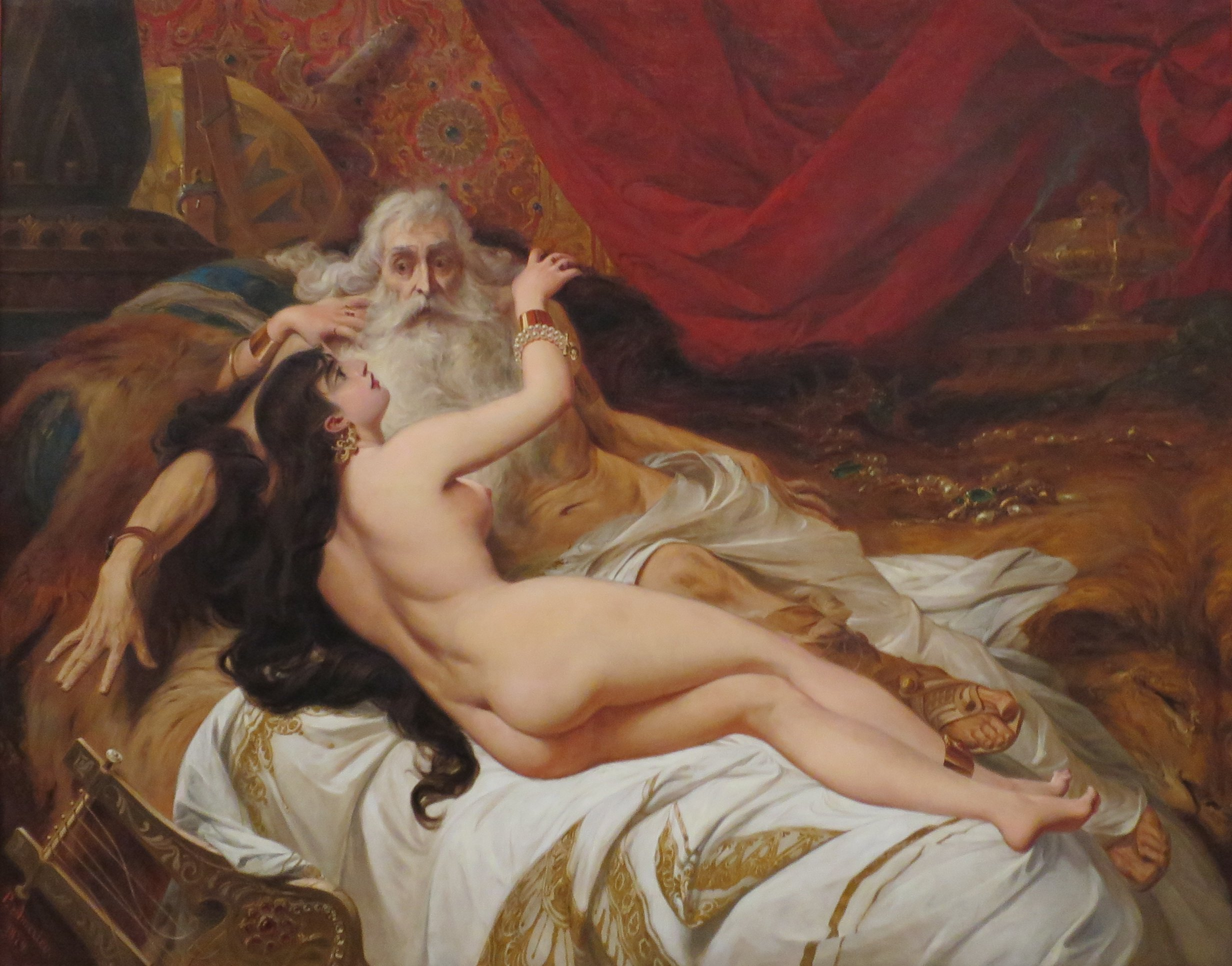
다윗과 아비삭 (1879년, 페드로 아메리코)

아비삭(Abishag, 히브리어: אבישג Avishag)은 히브리어 성경에서 노년에 다윗 왕의 조력자와 종이 되도록 선택된 수넴의 아름다운 젊은 여인이었다. 아비삭의 임무 중 하나는 다윗 옆에 누워서 그녀의 체온과 활력을 전달하는 것이었다. 왜냐하면 "그들이 그에게 이불을 덮어 주었지만 그는 따뜻해질 수 없었기 때문이다". 열왕기상 1장 4절은 다윗이 그 여자와 성관계를 갖지 않았다고 말한다. 다윗에게 데려왔을 때 그녀는 나라(na'arah)였는데, 이는 젊음이나 순결을 의미하지만 반드시 둘 다를 의미하지는 않는다.
다윗이 죽은 후, 아도니야(다윗의 넷째이자 살아남은 장남)는 솔로몬 왕의 어머니인 밧세바를 설득하여 자신이 아비삭과 결혼할 수 있도록 허락해 달라고 왕에게 간청했다. 솔로몬은 이 요청에서 아비삭이 다윗의 첩으로 간주되었기 때문에 왕좌에 대한 열망을 의심하고 아도니야를 암살하라고 명령했다(열왕기상 2:17~25). 압살롬의 반역에 관한 초기 이야기에서는 이전 왕의 첩과 성관계를 갖는 것이 자신이 새로운 왕임을 선포하는 방법임을 지적한다. 아도니야는 어머니의 제안에 따라 그 여자와 결혼해 달라고 요청했을 수도 있다.
일부 학자들은 아비삭이 아가서의 여주인공일 가능성을 지적한다.
후기 유대 미드라시파와 기독교 전통에서는 아비삭의 역할에 거의 관심을 기울이지 않았다.

## 같이 보기
- 슈나미티즘
- 아비샤그 셈베르그